# Dirk van Are
Dirk van Are, ook Diederik van Are Nürburg, Duits: Dietrich von Ahr (gestorven in Deventer, 5 december 1212), was proost van het kapittel van Sint-Servaas in Maastricht van ca. 1192 tot 1198 en bisschop van Utrecht van 1198 tot 1212.

## Levensloop
Dirk van Are stamde uit de Duitse adellijke familie Van Are Hochstaden. Zoals veel jongere zonen uit adellijke families, die niet in aanmerking kwamen voor erfelijke functies, koos hij voor een geestelijke loopbaan. Zijn oom Lotharius van Are Hochtstaden vervulde vóór hem de functies van proost in Maastricht en Deventer en zijn neef Gerard van Wickrath was proost van het domkapittel van Xanten. Vanaf ca. 1192 was Dirk proost van het Sint-Servaaskapittel in Maastricht. Omstreeks diezelfde tijd werd hij kanunnik van het domkapittel van Luik en vanaf 1196 aartsdiaken van het bisdom Luik. Te Maastricht was hij mogelijk verantwoordelijk voor de voltooiing van het westwerk en de totstandkoming van een van de zogenaamde Brusselse pendanten van de Noodkist. In de 12e eeuw vervulde een aantal proosten van Sint-Servaas de functie van rijkskanselier van Italië in het Heilige Roomse Rijk. Dat gold ook voor Lotharius van Are Hochtstaden. Of dat bij Dirk van Are ook het geval was, is niet zeker. In elk geval was hij in keizerlijke dienst en verbleef hij ten tijde van zijn benoeming tot bisschop van Utrecht (eind 1197) aan het hof van keizer Hendrik VI in Palermo.
Begin 1198 reisde Dirk van Are vanuit Italië naar Utrecht, waar hij tot bisschop werd gewijd. Omdat het bisdom Utrecht grote schulden had bij Romeinse bankiers, werd hij in 1204 door paus Innocentius III aangespoord deel te nemen aan de Loonse opvolgingsstrijd aan de zijde van Lodewijk II van Loon tegen Willem I van Holland, in de hoop dat dit geldelijke middelen zou opleveren. Dirk sloot een ruilovereenkomst met het graafschap Holland, waardoor al zijn ministerialen en serven die op Hollands grondgebied woonden aan Holland werden geschonken en alle ministerialen en serven van de graaf van Holland die op Stichts grondgebied woonden aan de bisschop kwamen. Ridders waren van de overeenkomst uitgesloten en bleven verbonden aan hun oorspronkelijke dienstheer. In de opvolgingsstrijd in Duitsland werd hij door de paus gedwongen tot steun aan Otto IV.
Dirk van Are was een man van grote voorzichtigheid en genoot de gunst en vriendschap van keizer Hendrik VI en diens broer Filips van Zwaben. Als geestelijk leider maakte hij zich verdienstelijk door het stichten van nieuwe parochies en het begunstigen van kloosters. In 1209 kondigde hij synodale statuten af.
- Biografisch Portaal: 42116525
- Digitale Bibliotheek voor de Nederlandse Letteren: are_001
- Gemeinsame Normdatei: 138785910
- Virtual International Authority File: 95412452